# Выборы в регионах России (2009)

Карта региональных выборов в 2009 году.
Парламентские
Два парламентских (в том числе другого субъекта)

В 2009 году, согласно данным Центральной избирательной комиссии Российской Федерации, прошла 10131 выборная кампания различного уровня, включая единые дни голосования 1 марта и 11 октября, выборы глав 3593 муниципальных образований и законодательных собраний 12 субъектов федерации и 5259 муниципальных образований.

## Законодательные собрания субъектов федерации

### 1 марта

#### Кабардино-Балкарская республика
Все 72 депутата Парламента Кабардино-Балкарской республики избирались по партийным спискам. Явка составила 83,64 % от списочного состава избирателей. Победила «Единая Россия», набрав 72,29 % голосов и завоевав 52 мандата.

#### Карачаево-Черкесская республика
Избирались все 73 депутата четвёртого созыва Народного собрания Карачаево-Черкесии: 37 по партийным спискам и 36 по одномандатным округам. Явка составила 77,20 % от списочного состава избирателей. Победила «Единая Россия», набрав 69,61 % голосов и завоевав 48 мандатов.

#### Республика Татарстан
Избирались все 100 депутатов четвёртого созыва Государственного совета Республики Татарстан: 50 по партийным спискам и 50 по одномандатным округам. Явка составила 78,40 % от списочного состава избирателей. Победила «Единая Россия», набрав 79,31 % голосов и завоевав 87 мандатов.

#### Республика Хакасия
Избирались 75 депутатов пятого созыва Верховного совета Республики Хакасия: 38 по партийным спискам и 37 по одномандатным округам. Явка составила 50,37 % от списочного состава избирателей. Явка составила 57,33 % от списочного состава избирателей. Победила «Единая Россия», набрав 79,31 % голосов и завоевав 53 мандата.

#### Архангельская область
Победила «Единая Россия», набрав 51,85 % голосов.

#### Брянская область
Победила «Единая Россия», набрав 53,89 % голосов.

#### Владимирская область
Победила «Единая Россия», набрав 51,27 % голосов.

#### Волгоградская область
Победила «Единая Россия», набрав 49,44 % голосов.

#### Ненецкий автономный округ
Победила «Единая Россия», набрав 42,46 % голосов.

### 11 октября

#### Республика Марий Эл
Победила «Единая Россия», завоевав 19 мандатов.

#### Тульская область
Все 48 депутатов пятого созыва Тульской областной думы избирались по партийным спискам. Явка составила 42,18 % от списочного состава избирателей. Победила «Единая Россия», набрав 55,40 % голосов и завоевав 31 мандат.

#### Москва
| Партия              | Голосов | Процент | Мест по партийным спискам | Всего мест |
| ------------------- | ------- | ------- | ------------------------- | ---------- |
| ЛДПР                | 151498  | 6,13 %  | 0                         | 0          |
| Патриоты России     | 44746   | 1,81 %  | 0                         | 0          |
| Единая Россия       | 1637403 | 66,25 % | 15                        | 32         |
| КПРФ                | 328641  | 13,30 % | 3                         | 3          |
| Справедливая Россия | 131842  | 5,33 %  | 0                         | 0          |
| Яблоко              | 116353  | 4,71 %  | 0                         | 0          |
| !Недействительных   | 61125   |         |                           |            |
| Явка                | Явка    | Явка    | Явка                      | 35,26%     |

По итогам голосования по партийным спискам победила «Единая Россия», второе место заняла КПРФ, остальные партии (ЛДПР, «Справедливая Россия», «Яблоко»,«Патриоты России») не смогли преодолеть 7−процентный барьер. По всем 17 одномандатным округам победили кандидаты «Единой России». Из 35 мест в Московской городской думе 32 места достались «Единой России» и 3 места — КПРФ.
Результаты выборов стали поводом для демарша оппозиции на заседании Госдумы 14 октября. В некоторых публикациях отмечалось, что итоги выборов в Москве выглядят аномально. Статистический анализ аномалий даёт скорректированные результаты выборов: 22,0% явка избирателей, 45,95% за «Единую Россию», пять партий преодолели 7% барьер. По другим оценкам в Мосгордуму должны были пройти четыре партии. 